# دستور الاتحاد السوفيتي

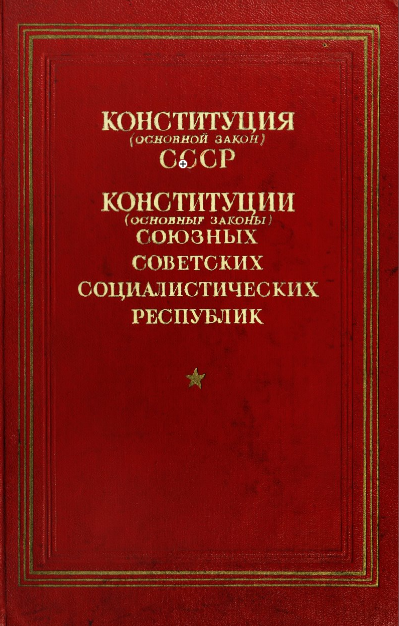
دستور الاتحاد السوفييتي

خلال فترة وجوده، كان للاتحاد السوفييتي ثلاثة دساتير مختلفة طُبقت بشكل فردي في أوقات مختلفة بين 31 يناير/كانون الثاني 1924 و26 ديسمبر/كانون الأول 1991.

## التسلسل الزمني للدساتير السوفييتية
وكانت هذه الدساتير الثلاثة هي:
- دستور روسيا السوفييتية لعام 1918 – اعتمد في 10 يوليو 1918
- دستور الاتحاد السوفييتي لعام 1924 – اعتمد في 31 يناير 1924 ("دستور لينين")
- دستور الاتحاد السوفييتي لعام 1936 – اعتمد في 5 ديسمبر 1936 ("دستور ستالين") [1]
- دستور الاتحاد السوفييتي لعام 1977 – اعتمد في 7 أكتوبر 1977 ("دستور بريجنيف") [2]

صيغت دساتير الاتحاد السوفييتي على غرار الدستور الروسي لعام 1918 الذي أنشئ جمهورية روسيا الاتحادية الاشتراكية السوفييتية (RSFSR)، السلف المباشر والجمهورية المكونة للاتحاد السوفييتي. وقد شاركت هذه الدساتير في دعم معظم الأحكام الأساسية بما في ذلك الاتحاد السوفييتي كدولة اشتراكية، وقيادة الطبقة العاملة، وأشكال الملكية الاجتماعية، ودعت إلى نظام السوفييت (المجالس) لممارسة السلطة الحكومية. أعلنت الدساتير السوفييتية حقوقًا سياسية معينة، مثل حرية التعبير، وحرية التجمع، وحرية الدين، وتماشياً مع أيديولوجية الدولة الماركسية اللينينية، حددت أيضًا سلسلة من الحقوق الاقتصادية والاجتماعية، فضلاً عن مجموعة من واجبات جميع المواطنين. أنشأت الدساتير السوفييتية هيئات حكومة الاتحاد السوفييتي، وحددت الحقوق الديمقراطية، ونصت على أن الهيئة التشريعية تنتخب في انتخابات دورية. أصبحت الدساتير السوفييتية أطول وأكثر تفصيلاً بشكل تدريجي، وتضمنت المزيد من المواد والأحكام التي توسعت بسخاء في حقوق وحريات الشعب السوفييتي بما في ذلك الحق في السكن والحق في العمل. وفي عام 1944، خضع دستور عام 1936 لتعديلات سمحت بالاعتراف بالجمهوريات المكونة للاتحاد السوفييتي كدول ذات سيادة في القانون الدولي، مما أدى إلى انضمام جمهورية أوكرانيا السوفييتية الاشتراكية وجمهورية بيلاروس السوفييتية الاشتراكية إلى الجمعية العامة للأمم المتحدة كأعضاء مؤسسين في عام 1945.
أُقر دستور عام 1924 ودستور عام 1936 من قبل مؤتمر السوفييت، وهو الهيئة الحاكمة الأعلى للاتحاد السوفييتي منذ تأسيسه في عام 1922. قام مؤتمر السوفييت بحل نفسه عند سن دستور عام 1936، واستبدل نفسه كهيئة حاكمة عليا بمجلس السوفييت الأعلى للاتحاد السوفييتي الذي سن فيما بعد دستور عام 1977.
أُلغي دستور الاتحاد السوفييتي بشكل فعلي عند حل الاتحاد السوفييتي في 26 ديسمبر 1991.